# Урдюжское
Урдю́жское (Большое Урдюжское) — озеро в Ненецком автономном округе России. Исток реки Урдюжская Виска.
Находится на высоте 32 м над уровнем моря. Площадь водной поверхности — 61,7 км². Площадь водосборного бассейна — 306 км².

## Данные водного реестра
По данным Государственного водного реестра России относится к Двинско-Печорскому бассейновому округу, водохозяйственный участок — Печора от водомерного поста Усть-Цильма и до устья, речной подбассейн — бассейны притоков Печоры ниже впадения Усы. Речной бассейн — Печора.
Код объекта в государственном водном реестре — 03050300211103000020984.